# José Antonio Reyes
José Antonio Reyes Calderón, född 1 september 1983 i Utrera i provinsen Sevilla i Spanien, död 1 juni 2019 på samma plats, var en spansk fotbollsspelare. Reyes spelade som forward eller mittfältare.
Reyes inledde sin karriär i Sevilla FC och värvades 2004 av Londonlaget Arsenal FC. Han gjorde sin debut för Arsenal den 31 januari 2004 i hemmasegern mot Manchester City FC (2–1). 2006 lånades Reyes ut till Real Madrid och i sommarövergångarna 2007 gick han till rivalerna Atlético Madrid, denna gång köpt. I januari 2012 återvände han till Sevilla.
Han avled i en bilolycka på vägen mellan Utrera och Sevilla den 1 juni 2019, och efterlämnade fru och tre minderåriga barn.

## Meriter
- Premier League: 2003/2004
- FA Community Shield: 2004
- FA Cupen: 2004/2005
- La Liga: 2006/2007
- UEFA Intertoto Cup: 2007
- Portugisiska Ligacupen: 2008/2009
- UEFA Europa League: 2009/2010, 2011/2012, 2013/2014, 2014/2015, 2015/2016
- UEFA Supercup: 2010